# Ignacio Ferrero Ruiz de la Prada
Ignacio Ferrero Ruiz de la Prada é um arquitecto espanhol.
Participou no projeto da Torre Windsor, em Madrid.